# Saison 2 de The Unit : Commando d'élite
Chronologie
Saison 1 Saison 3
Cet article présente le guide des épisodes de la deuxième saison de la série télévisée The Unit : Commando d'élite.

## Acteurs principaux
- Dennis Haysbert : Jonas Blane « Docteur Snake »
- Regina Taylor : Molly Blane
- Scott Foley : Bob Brown « Cool Breeze »
- Audrey Marie Anderson : Kim Brown
- Max Martini : Mack Gerhardt « Dirt Diver »
- Abby Brammell : Tiffy Gerhardt
- Robert Patrick : Tom Ryan  « Blue Iguana »
- Michael Irby : Charles Grey « Betty Blue »
- Demore Barnes : Hector Williams  « Hammer Head »

## Épisodes

### Épisode 1:En territoire ennemi
- Titre original : Change of Station
- Numéro(s) : 14 (2-1)
- Scénariste(s) : David Mamet
- Réalisateur(s) : Steven DePaul
- Acteurs secondaires : Danielle Hanratty (Lissy Gerhardt), Rebecca Pidgeon (Charlotte Ryan), Alyssa Shafer (Serena Brown), Brad Campbell (L'Opérateur de Télécommunications), Ewan Chung (Le Cartographe), Bryan Clark (Un Soldat), Colby French (L'Assistant social), Sammi Hanratty (Jen Gerhardt), Alec Holden (Sam), Daston Kalili (L'Homme de Tête), Matt Malloy (Dr. Farris), Clara Mamet (C.J. Weiss), Susan Matus (Techie), Don Mizrahi (Le Chef de la Guerilla), Kavita Patil (Kayla Medawar), Joanne Rubino (La Tante de Sam), James Sharpe (Le Sergent), Bahar Soomekh (Firefly), Mark Anthony Vazquez (Le Chef d'Equipe)
- Diffusion(s) : 
  -  États-Unis : le 19 septembre 2006 sur CBS
  -  Belgique : le 6 janvier 2008 sur La deux
  -  France :
- Synopsis : Tiffy a réussi à convaincre Mack de quitter l'Unité et son environnement de plus en plus dangereux. Ce dernier effectue de pénibles démarches administratives avant de signer son changement d'affectation et se prépare à déménager vers une nouvelle base militaire. Pendant ce temps, l'Unité connaît de nombreux problèmes. Les membres sont en mission au Pakistan où ils sont confrontés à un groupe terroriste qui prépare une attaque biologique en Occident. De leur côté, Kim et Bob fêtent l'arrivée d'un heureux événement.

### Épisode 2:La Chaîne du tueur
- Titre original : Extreme Rendition
- Numéro(s) : 15 (2-2)
- Scénariste(s) : Sharon Lee Watson
- Réalisateur(s) : Terrence O'Hara
- Acteurs secondaires : Summer Glau (Crystal Burns), Alyssa Shafer (Serena Brown), Daniel Wisler (Jeremy Erhart), Guy Ale (Warden Kovatz), Bill Birch (Richard Faber), Robert DoBrev (Le jeune Garde), Mitchell Fink (Lazareff), Matt Gerald (Felice), Michele Greene (Cynthia Burdett), Mark Ivanir (Yuri), Igor Korosec (Le Prisonnier bulgare), Zoran Radanovich (Le Détenu n°1), Yuri Rutman (Le Garde bulgare du Barrage), George Tasudis (Le Collègue de Burly), Lee Tergesen (Deckard), Alain Uy (L'Employé), Ilia Volokh (Le Substitut)
- Diffusion(s) : 
  -  États-Unis : le 26 septembre 2006 sur CBS
  -  Belgique : le 6 janvier 2008 sur La deux
  -  France :
- Synopsis : Un ancien membre de l'Unité est retenu dans une prison bulgare, Jonas et ses hommes arrivent sur place pour l'en sortir et l'utiliser pour démanteler un important trafic d'armes. À la maison, les femmes font la connaissance d'un jeune homme désirant incorporer un jour la fameuse unité. Pour pouvoir payer de meilleurs soins à sa mère âgée et malade, Molly le fait engager dans une entreprise de sécurité privée, créée par un ancien membre de l'unité, causant ainsi un malaise avec les autres familles de militaires.

### Épisode 3:L'Appât
- Titre original : The Kill Zone
- Numéro(s) : 16 (2-3)
- Scénariste(s) : Lynn Mamet
- Réalisateur(s) : Steve Gomer
- Acteurs secondaires : Rebecca Pidgeon (Charlotte Ryan), Alyssa Shafer (Serena Brown), Alex Castillo (Le Chef de la Milice), Todd Cattell (Kevin Gidney), Jan Devereaux (Lee Rohmer), Stephanie Fabian (Une réfugiée), Margot Farley (Judith), Eddie J. Fernandez (Le Sniper de la Milice (non crédité)), Jayson Floyd (Tilly), Chris Foreman (Rollie Cass), Matt Gerald (Beau Dauber), Mario Quinonez Jr. (L'Enfant réfugié), Ned Schmidtke (Dan Rohmer), Henry Vega (Le Vieux Réfugié), Robin Weigert (Annette Terry)
- Diffusion(s) : 
  -  États-Unis : le 3 octobre 2006 sur CBS
  -  Belgique : le 13 janvier 2008 sur La deux
  -  France :
- Synopsis : Jonas et son équipe se rendent au Paraguay afin d'éliminer le leader d'une milice. Arrivés sur place, ils sont contraints de remettre leur mission à plus tard et doivent porter secours à Charles. En effet, l'un de ses soldats a été abattu par un tireur d'élite, tandis que son équipe est tombée dans une embuscade dans un village des Andes contrôlé par les guérilleros. Pendant ce temps, les femmes des militaires apportent leur soutien à la veuve, qui a été priée de quitter la résidence familiale et de laisser les filles de son défunt mari aux soins des grands-parents.

### Épisode 4:Sacrifice
- Titre original : Manhunt
- Numéro(s) : 17 (2-4)
- Scénariste(s) : Emily Halpern
- Réalisateur(s) : Michael Zinberg
- Acteurs secondaires : Danielle Hanratty (Lissy Gerhardt), Alyssa Shafer (Serena Brown), Daniel Wisler (Jeremy Erhart), Jim Beaver (Lloyd Cole), Matt Bushell (Agent de Sécurité), Jana Camp (Justine Cole), Tim Griffin (Jim Burroughs), Phil Hendrie (George), Isabella Hofmann (Agent du Département de l'Energie), Luis Moncada (Elias Lianez), Sammy Montero (Officier Madero), Ciro Suarez (Officier Carranza), Colin Walker (Patrouilleur d'Autoroute), Ryun Yu (Raul Esemien)
- Diffusion(s) : 
  -  États-Unis : le 10 octobre 2006 sur CBS
  -  Belgique : le 13 janvier 2008 sur La deux
  -  France :
- Synopsis : En poursuivant des trafiquants de drogue, l'Unité parvient à retrouver la trace d'un terroriste indonésien et doit à tout prix l'arrêter. Pendant ce temps, les femmes des militaires sont inquiètes : un étranger questionne leurs enfants à la sortie de l'école et tente d'en apprendre davantage sur le métier de leurs pères, classé top secret.

### Épisode 5:Force majeure
- Titre original : Force Majeure
- Numéro(s) : 18 (2-5)
- Scénariste(s) : Daniel Voll
- Réalisateur(s) : James Whitmore Jr.
- Acteurs secondaires : Danielle Hanratty (Lissy Gerhardt), Skylar T. Adams (Le Pilote), Eve Brenner (rose), Kasey Campbell (L'Ecolier), Issach de Bankolé (Togar), Kim Estes (Le Chauffeur), Mike Genovese (Vince), Summer Glau (Crystal), Michele Greene (Cynthia Gerhardt), Demetrius Grosse (Gardien n°1), Dee Anne Helsel (Edna), Shannon Holt (La Secouriste), Karina Logue (Dr. Passani), Joel Polis (Administrateur), Daniel Wisler (Jeremy)
- Diffusion(s) : 
  -  États-Unis : le 17 octobre 2006 sur CBS
  -  Belgique : le 20 janvier 2008 sur La deux
  -  France :
- Synopsis : L'Unité se trouve en Caroline du Nord pour évacuer le général Togar, un dictateur africain, hospitalisé alors qu'un cyclone sévit dans la région. Coincé dans le bâtiment en raison des intempéries, Brown découvre une dizaine de malades abandonnés par les médecins. Les membres de l'Unité se retrouvent alors confrontés à un terrible dilemme : ils doivent choisir entre le dictateur et les malades restés dans l'établissement. Si certains sont déterminés à accomplir leur mission avant tout, d'autres, qui n'ont que peu de sympathie pour le prisonnier, préféreraient sauver les malades.

### Épisode 6:Les diamants sont éternels
- Titre original : Old Home Week
- Numéro(s) : 19 (2-6)
- Scénariste(s) : Todd Ellis Kessler
- Réalisateur(s) : Gwyneth Horder-Payton
- Acteurs secondaires : Summer Glau (Crystal Burns), Rebecca Pidgeon (Charlotte Ryan), Landis Aponte (Le Gardien), Daniel Betances (Trucha), Robert Covarrubias (Officier), Lisa Darr (Beverly), Chris Ellis (Sénateur Bruce Gelber), Dominic Hoffman (Neil Krinsman), Lillian Hurst (Senora Berenguer), Carlos Lacamara (Luis Inez Reale), Javier Ronceros (Le Poissonnier), Tia Texada (Mariana Ribera), Daniel Wisler (Jeremy)
- Diffusion(s) : 
  -  États-Unis : le 31 octobre 2006 sur CBS
  -  Belgique : le 20 janvier 2008 sur La deux
  -  France :
- Synopsis : L'Unité est envoyée en mission en Italie puis en Afrique occidentale pour stopper un trafic de diamants qui alimente les guérillas locales. Sur place, Bob ne sait pas comment interpréter le vol d'une partie des pierres précieuses par son supérieur. À Fort Griffith, les femmes organisent une fête de soutien aux combattants en Irak. Tiffy participe à un débat sur la guerre avec un charmant pacifiste.

### Épisode 7:Hors limite
- Titre original : Off the Meter
- Numéro(s) : 20 (2-7)
- Scénariste(s) : Eric L. Haney, Lynn Mamet
- Réalisateur(s) : Alex Zakrzewski
- Acteurs secondaires : Rebecca Pidgeon (Charlotte Ryan), Kyle Bornheimer (Jones), Alyssa Diaz (Dolores Calderon), Marlene Forte (Maritza Calderon), Jonathan Higgins (Inspecteur Harley Crawes), Brent Jennings (Inspecteur de la Brigade Criminelle), David Meunier (Michael Angelli), Michael O'Neill (Sgt Ron Cheals)
- Diffusion(s) : 
  -  États-Unis : le 7 novembre 2006 sur CBS
  -  Belgique : le 27 janvier 2008 sur La deux
  -  France :
- Synopsis : Durant leur temps libre, Jonas emmène Bob en mission secrète pour le compte personnel du sergent Ron Cheals. Les deux hommes sont chargés d'enlever le plus discrètement possible une adolescente, la fille naturelle de Cheals, enrôlée dans une secte en Arizona. Malheureusement, l'interception furtive et nocturne ne se déroule pas vraiment comme les soldats l'avaient prévu. Pendant ce temps, à Fort Griffith, Tiffy découvre à ses dépens le délit routier commis par Charlotte, l'épouse du colonel Ryan. La jeune femme figure bientôt comme suspecte principale dans une enquête policière qui pourrait bien mettre en péril l'existence de l'Unité.

### Épisode 8:Une question de survie
- Titre original : Natural Selection
- Numéro(s) : 21 (2-8)
- Scénariste(s) : Sharon Lee Watson
- Réalisateur(s) : Helen Shaver
- Acteurs secondaires : Laz Alonso (Sgt Carmichael), Sean McGowan (Sgt Edison), Ivana Milicevic (Ilona), David Paluck (Candidat renvoyé n°1), Chris Tardio (Sgt Pruitt), Francisco Viana (Sgt Lucas)
- Diffusion(s) : 
  -  États-Unis : le 14 novembre 2006 sur CBS
  -  Belgique : le 27 janvier 2008 sur La deux
  -  France :
- Synopsis : Après le crash de son hélicoptère dans des montagnes en plein cœur de la Sibérie, Bob essaie de maintenir sa traductrice et lui-même en vie, malgré des conditions plus que précaires. Lors de cette épreuve, il se remémore les tests passés pour intégrer l'Unité et son premier parcours du combattant.

### Épisode 9:Mascarade
- Titre original : Report By Exception
- Numéro(s) : 22 (2-9)
- Scénariste(s) : Todd Ellis Kessler
- Réalisateur(s) : Gwyneth Horder-Payton
- Acteurs secondaires : Rebecca Pidgeon (Charlotte Ryan), Daniel Wisler (Jeremy Erhart), Daniel Betances (Trucha), Lisa Darr (Beverly), Chris Ellis (Sénateur Bruce Gelber), Summer Glau (Crystal Erhart), Dominic Hoffman (Neil Krinsman), Lillian Hurst (Senora Berenguer), Carlos Lacamara (Luis Inez Reale), Tia Texada (Mariana Ribera)
- Diffusion(s) : 
  -  États-Unis : le 21 novembre 2006 sur CBS
  -  Belgique : le 3 février 2008 sur La deux
  -  France :
- Synopsis : Jonas travaille activement avec un agent infiltré en Amérique du Sud pour préparer l'assassinat d'un homme politique local qui a menacé à plusieurs reprises les réserves de pétrole des États-Unis. Malheureusement, victime d'une mascarade politico-médiatique, le colonel Ryan est convoqué par l'armée pour justifier les activités de l'Unité devant un comité de surveillance sénatoriale de Washington. Des fuites dans la presse donnent des détails très précis sur l'opération en Amérique du Sud. Au même moment, les soldats en paient les conséquences sur le terrain. Blane est en effet démasqué par la junte militaire.

### Épisode 10:Monnaie d'échange
- Titre original : Bait
- Numéro(s) : 23 (2-10)
- Scénariste(s) : Randy Huggins
- Réalisateur(s) : Jean de Segonzac
- Acteurs secondaires : Rebecca Pidgeon (Charlotte Ryan), Mo Anouti (Simon Dasha), Jon Hamm (Wilson James), Jennifer Hasty (Mme Davis), Dominic Hoffman (Neil Krinsman), Sven Holmberg (Zjhokar), Franklin Dennis Jones (Le Chef de la Base), Chance Kelly (Commandant Shelov), Michael Khmurov (Rebelle n°1), Zoran korach (Dima), Mark Kubr (Rebelle n°2), Zosia Mamet (Christine Ross), Susan Matus (Sgt. Sarah Irvine), Bruce McKenzie (Troy Swift), Jeremy Roberts (Duke), Cotter Smith (Bill Lachey), Casey Stengel (Sgt. Vaughn), James Sutorius (Arthur Chambers), Patti Yasutake (Le Juge)
- Diffusion(s) : 
  -  États-Unis : le 28 novembre 2006 sur CBS
  -  Belgique : le 3 février 2008 sur La deux
  -  France :
- Synopsis : En mission dans les montagnes du Caucase, Blane est capturé par des patriotes géorgiens, qui tentent de se servir de lui comme monnaie d'échange avec les États-Unis. Les autorités refusant de négocier avec les terroristes, le colonel Ryan envoie l'Unité sur place, sans attendre l'aval de Washington. Pendant ce temps, Tiffy risque six mois de prison pour avoir couvert la femme de Ryan.

### Épisode 11:Silver Star
- Titre original : Silver Star
- Numéro(s) : 24 (2-11)
- Scénariste(s) : David Mamet
- Réalisateur(s) : Bill L. Norton
- Acteurs secondaires : Dotan Baer (L'homme de l'entretien), James Moses Black (Billy), Benjamin Brown (George Blane jeune), P.J. Brown (Le Premier Homme), Willie C Carpenter (George Blane), Jennifer Cormack (Teesha), Jason Kaufman (L'Officier d'Infanterie), Susan Matus (Sgt. Sarah Irvine), Raymond O'Connor (Le Chauffeur du Bus), Ed O'Neill (william Partch), Nate Parker (Darryl), Billy Smith (Le Lieutenant), Katherine Von Till (La Serveuse), Angel M. Wainwright (Betsy Blane), Michael Worth (Le Deuxième Homme), Emily Yancy (mme Blane)
- Diffusion(s) : 
  -  États-Unis : le 12 décembre 2006 sur CBS
  -  Belgique : le 10 février 2008 sur La deux
  -  France :
- Synopsis : Jonas et Molly rentrent chez eux pour assister à la cérémonie de remise de la Silver Star à George Blane, vétéran de la guerre de Corée. La cérémonie est perturbée par un jeune soldat, le neveu de Jonas, tout juste rentré du front irakien, qui s'en prend violemment à son épouse. Jonas tente de le calmer et de le raisonner, lui citant pour cela l'exemple de son père à son retour de guerre. Pendant ce temps, Mack porte assistance à un ranger, passager d'un jet dont le pilote est mort en plein vol. Par radio, il va le guider pour un atterrissage de fortune.

### Épisode 12:Coup d'État
- Titre original : The Broom Cupboard
- Numéro(s) : 25 (2-12)
- Scénariste(s) : Emily Halpern
- Réalisateur(s) : Karen Gaviola
- Acteurs secondaires : Summer Glau (Crystal Burns), Alyssa Shafer (Serena Brown), Daniel Wisler (Jeremy Erhart), Allie Adair (Employée à la Maison Blanche), Ariel Felix (Première Classe Huang), Lindsay Frost (Senateur Webb), Wesley Leong (Le Propriétaire de la Boutique), Dyana Liu (La Serveuse), Ho Lo (L'Officier), William H. Macy (Le Président), Catherine O'Connor (La Vendeuse), Yuji Okumoto (M. Michael), Eric Steinberg (Général Raja), Jay Tapaoan (Lin), Alain Uy (Assistant aux Opérations), Eltony Williams (Officier Hitchner)
- Diffusion(s) : 
  -  États-Unis : le 16 janvier 2007 sur CBS
  -  Belgique : le 10 février 2008 sur La deux
  -  France :
- Synopsis : Le Président demande personnellement à Jonas d'assurer la protection de la sénatrice du Kansas durant une mission humanitaire en Asie du Sud. Il devra en profiter pour rencontrer secrètement le prince héritier de ce pays, qui s'apprête à commettre un coup d'État contre le régime révolutionnaire en place afin de reprendre le pouvoir. Pendant ce temps, à Fort Griffith, Molly, Kim, Tiffy et Mack mettent la dernière main à une surprise que Jeremy, en mission à l'autre bout du monde, organise pour Crystal.

### Épisode 13:Le Trèfle rouge
- Titre original : Sub Conscious
- Numéro(s) : 26 (2-13)
- Scénariste(s) : Daniel Voll
- Réalisateur(s) : Steven DePaul
- Acteurs secondaires : Alyssa Shafer (Serena Brown), François Chau (Capitaine Sud-Coréen), Linda Hunt (La Psychiatre), C.S. Lee (XO Sud-Coréen), Susan Matus (Sgt. Sarah Irvine), Don Rickles (Lui-même)
- Diffusion(s) : 
  -  États-Unis : le 6 février 2007 sur CBS
  -  Belgique : le 17 février 2008 sur La deux
  -  France :
- Synopsis : L'unité de Blane doit récupérer un homme en territoire ennemi avec l'aide des sous-mariniers sud-coréens. Malgré les ordres venant directement de Washington, le capitaine du submersible refuse d'obéir aux militaires américains : les conséquences sur le plan politique pourraient avoir des conséquences désastreuses. Pendant ce temps, à Fort Griffith, Ryan relève Bob de ses fonctions. Il le soupçonne en effet d'avoir divulgué des informations top secrètes à sa femme dont le dernier rêve offre de nombreuses similitudes avec la mission en cours. Ryan veut absolument savoir si l'épouse de Bob en sait plus qu'elle ne le dit.

### Épisode 14:Sans pitié
- Titre original : Johnny B. Good
- Numéro(s) : 27 (2-14)
- Scénariste(s) : Todd Ellis Kessler
- Réalisateur(s) : Vahan Moosekian
- Acteurs secondaires : Alyssa Shafer (Serena Brown), François Chau (Capitaine Sud-Coréen), Linda Hunt (La Psychiatre), C.S. Lee (XO Sud-Coréen), Susan Matus (Sgt. Sarah Irvine), Don Rickles (Lui-même)
- Diffusion(s) : 
  -  États-Unis : le 6 février 2007 sur CBS
  -  Belgique : le 17 février 2008 sur La deux
  -  France :
- Synopsis : Au retour d'une mission qui visait à localiser des armes de destruction massive en Iran, Blane et ses hommes sont questionnés par le colonel Ryan et le général Heath, qui veulent clarifier la situation et éviter tout conflit avec le Moyen-Orient.

### Épisode 15:Le Fils prodigue
- Titre original : The Water Is Wide
- Numéro(s) : 28 (2-15)
- Scénariste(s) : Lynn Mamet
- Réalisateur(s) : Krishna Rao
- Acteurs secondaires : Summer Glau (Crystal Burns), Shirley Knight (Mme Gaffney)
- Diffusion(s) : 
  -  États-Unis : le 13 février 2007 sur CBS
  -  Belgique : le 24 février 2008 sur La deux
  -  France :
- Synopsis : Avant de s'envoler pour le Viêtnam, où elles doivent assister à une cérémonie commémorative, Molly et Tiffy promettent à une mère désespérée de faire tout ce qui est en leur pouvoir pour retrouver son fils. Ancien GI, il n'est jamais rentré aux États-Unis à la fin de la guerre. Molly et Tiffy espèrent pouvoir interroger des personnes qui l'ont vu depuis. Pendant ce temps, le colonel Ryan et l'unité sont envoyés à New York afin d'y assurer la protection d'un diplomate étranger reçu aux Nations unies. Une charge explosive est découverte dans l'un des bureaux. À Fort Griffith, Crystal menace Mack qui refuse ses avances.

### Épisode 16:Mission virtuelle
- Titre original : Games of Chance
- Numéro(s) : 29 (2-16)
- Scénariste(s) : Sharon Lee Watson
- Réalisateur(s) : Terrence O'Hara
- Acteurs secondaires : David Aaron Baker, John G. Connolly (Keller), Daz Crawford, Christian Gill (Hans), Roy Hausmann (Assassin du GSG9), Phil Hendrie (George Tatelman), Eric Johnson (Ethan McNeal), Sam Littlefield (Andreas), Thomas Mikusz (Wegner), Bryce Robinson (Jake McNiel), Ben Shields (Ouvrier de la Compagnie aérienne), Herzl Tobey (Major Abaz)
- Diffusion(s) : 
  -  États-Unis : le 20 février 2007 sur CBS
  -  Belgique : le 24 février 2008 sur La deux
  -  France :
- Synopsis : L'élite des forces spéciales participe à une compétition annuelle entre unités spéciales, au cours de laquelle les différents groupes effectuent des missions virtuelles dans de grandes métropoles. Le théâtre des opérations se situe cette fois en Allemagne, mais les événements prennent une tournure dramatique lorsque certains participants utilisent des balles réelles. Kim, qui attend son avion pour l'Utah, retrouve par hasard un ex-petit ami, devenu depuis un entrepreneur fortuné. Ensemble, ils se remémorent leur passé commun.

### Épisode 17:Guet-apens
- Titre original : Dark of the Moon
- Numéro(s) : 30 (2-17)
- Scénariste(s) : Eric L. Haney
- Réalisateur(s) : Michael Zinberg
- Acteurs secondaires : Bernard White (Khan), Samantha Lang (Lt. Bailey), Myk Watford (Sergent wallace), Ben Donovan (Johnson), Eric Ladin (Blaylock)
- Diffusion(s) : 
  -  États-Unis : le 27 février 2007 sur CBS
  -  Belgique : le 2 mars 2008 sur La deux
  -  France :
- Synopsis : L'unité menée par Blane est envoyée au Pakistan pour arrêter trois terroristes présumés. Ils parviennent à retrouver leur trace mais les miliciens locaux cherchent à les libérer. Les soldats font face à une résistance féroce, qui les oblige à se retrancher dans un camp militaire démuni et placé sous les ordres d'un officier en position de faiblesse. Blane prend le contrôle des opérations en attendant l'assaut imminent des rebelles. Les troupes ennemies sont retranchées derrière des collines et bien décidées à profiter de la position de faiblesse de l'unité pour récupérer les trois prisonniers.

### Épisode 18:Le Médaillon
- Titre original : Two Coins
- Numéro(s) : 31 (2-18)
- Scénariste(s) : David Mamet
- Réalisateur(s) : Bill L. Norton
- Acteurs secondaires : Danielle Hanratty (Lissy Gerhardt), Linda Kimbrough (Pastor), Jayne Taini (Clerk), David Purdham (Mr. Green), Aharon Ipalé (Pr. Shemesh)
- Diffusion(s) : 
  -  États-Unis : le 20 mars 2007 sur CBS
  -  Belgique : le 2 mars 2008 sur La deux
  -  France :
- Synopsis : L'Unité se rend en Israël pour apprendre de nouvelles techniques de lutte anti-terroriste. Sur place, Charles tombe sous le charme d’une femme sergent qui l’emmène un soir sur un site historique situé au-delà des frontières. Mais un grave danger guette le couple, qui se trouve en territoire ennemi. Pendant ce temps, à Fort Griffith, Tiffy se trouve devant un cas de conscience lorsqu’elle met la main sur une pièce de collection d’une grande valeur.

### Épisode 19:Initiation
- Titre original : The Outsiders
- Numéro(s) : 32 (2-19)
- Scénariste(s) : David Mamet
- Réalisateur(s) : Alex Zakrzewski
- Acteurs secondaires : Henri Lubatti (Brian Mickey), Summer Glau (Crystal Burns), Conrad Roberts (Elder), Babs Olusanmokun (Un figurant)
- Diffusion(s) : 
  -  États-Unis : le 10 avril 2007 sur CBS
  -  Belgique : le 9 mars 2008 sur La deux
  -  France :
- Synopsis : Bob et Hector sont en Nouvelle-Guinée à la recherche d'une boîte noire qui a disparu après le crash d'un d'avion. Pour la récupérer, les soldats sont prêts à se plier aux coutumes des tribus ancestrales. Ils doivent ainsi traverser leurs territoires sacrés afin de mener à bien leur mission. Pendant ce temps, à Fort Griffith, Crystal a répondu aux questions d'un journaliste qui enquête maintenant sur Mack Gerhardt, menaçant ainsi de révéler l'existence de l'unité et de compromettre gravement la sécurité nationale. Mack en fait le reproche à Crystal, qui menace de rendre leur liaison publique. Jonas décide d'intervenir dans l'affaire.

### Épisode 20:Exercice de style
- Titre original : In Loco Parentis
- Numéro(s) : 33 (2-20)
- Scénariste(s) : Todd Ellis Kessler
- Réalisateur(s) : Michael Offer
- Acteurs secondaires : Danielle Hanratty (Lissy Gerhardt), Alyssa Shafer (Serena Brown), Brandon Baker (Un adolescent), Marcella Lentz-Pope (Nina), Randall Bentley (David Tate), Shannon Cochran (Lisa Tate)
- Diffusion(s) : 
  -  États-Unis : le 17 avril 2007 sur CBS
  -  Belgique : le 9 mars 2008 sur La deux
  -  France :
- Synopsis : L'unité est appelée en renfort du SWAT pour mener un assaut contre des terroristes tchétchènes qui ont pris en otages les élèves d'un collège privé de Virginie. Pendant que les équipes répètent leur intervention, Bob s'introduit dans le bâtiment pour repérer les lieux. Les circonstances rappellent beaucoup celles de la prise d'otages de Beslan et les agents craignent que la situation ne dégénère également. Ils mènent l'opération dans un climat extrêmement tendu. Dans la base, les amours de Lissy avec le fils d'un officier sont compromises par le règlement interne et par un délicat incident entre adolescents.

### Épisode 21:Volte-face
- Titre original : Bedfellows
- Numéro(s) : 34 (2-21)
- Scénariste(s) : David Mamet
- Réalisateur(s) : Dean White
- Acteurs secondaires : Jon Hamm (Wilson James), Ricky Jay (Agent Kern), Ravil Isyanov (Maslin), Rebecca Pidgeon (Charlotte Ryan)
- Diffusion(s) : 
  -  États-Unis : le 23 avril 2007 sur CBS
  -  Belgique : le 16 mars 2008 sur La deux
  -  France : le 6 janvier 2009 sur M6
- Synopsis : La CIA interroge Bob et Jonas au sujet de diamants disparus. L'agence fédérale propose à Bob de rejoindre ses rangs. Trois mois plus tard, les deux soldats sont en mission en Biélorussie. Ils recherchent Maslin. Sur place, Bob est en contact avec un agent de la CIA sous couverture, qui pointe les erreurs de jugement de son coéquipier et le pousse à changer les paramètres de leur mission. Pendant ce temps, Mack rentre chez lui après une affectation de deux mois. Certains indices l'amènent à penser que Tiffy le trompe. Très en colère, il se saoule. Tiffy appelle alors Charlotte à l'aide. Elle craint que son mari ne devienne violent.

### Épisode 22:Les Risques du métier
- Titre original : Freefall
- Numéro(s) : 35 (2-22)
- Scénariste(s) : Daniel Voll, Sara B. Cooper
- Réalisateur(s) : James Whitmore Jr.
- Acteurs secondaires : Jon Hamm (Wilson James), Bai Ling (La princesse), Jon Hershfield (Tech), Matt Malloy (Dr. Bill Farris)
- Diffusion(s) : 
  -  États-Unis : le 30 avril 2007 sur CBS
  -  Belgique : le 16 mars 2008 sur La deux
  -  France : le 6 janvier 2009 sur M6
- Synopsis : Mack, Grey et Williams assurent la protection d'un prince Thai et de sa famille. Mais leur tâche s'annonce plus compliquée que prévu. En effet, de nombreuses intrigues se sont nouées au sein même de la famille princière. Ils doivent donc protéger le prince non seulement contre des attaques venant de l'extérieur, mais également contre sa propre famille. De son côté, et contre l'avis de Ryan, Jonas rejoint Bob afin d'arrêter un leader terroriste. Mais, à la suite d'un saut périlleux en parachute qui a mal tourné, Jonas doit oublier sa mission et tenter de sauver la vie de Bob.

### Épisode 23:Le Baiser de Judas
- Titre original : Paradise Lost
- Numéro(s) : 36 (2-23)
- Scénariste(s) : Eric L. Haney, Lynn Mamet
- Réalisateur(s) : Vahan Moosekian
- Acteurs secondaires : Alyssa Shafer (Serena Brown), Rebecca Pidgeon (Charlotte Canning Ryan), Michael O'Neill (Sgt. Ron Cheals), Shaun Duke (Agt. Katz), Vyto Ruginis (Doyle Ransom)
- Diffusion(s) : 
  -  États-Unis : le 8 mai 2007 sur CBS
  -  Belgique : le 16 mars 2008 sur La deux
  -  France :
- Synopsis : L'unité fait l'objet d'une enquête gouvernementale et internationale. Chacun doit à présent prendre des décisions très difficiles, dont dépend l'avenir de toute l'équipe.